# Okešinec
Okešinec is een plaats in de gemeente Križ in de Kroatische provincie Zagreb. De plaats telt 430 inwoners (2001).